# Grand Prix des Amériques
De Grand Prix des Amériques is een voormalige eendaagse wielerwedstrijd die plaatsvond in Canada. De koers was deel van de wereldbeker wielrennen en werd verreden van 1988 tot en met 1992.

## Winnaars
| Jaar | Eerste           | Tweede           | Derde          |
| ---- | ---------------- | ---------------- | -------------- |
| 1988 | Steve Bauer      | Massimo Ghirotto | Gilles Delion  |
| 1989 | Jörg Müller      | Yvon Madiot      | Charly Mottet  |
| 1990 | Franco Ballerini | Thomas Wegmüller | Sammie Moreels |
| 1991 | Eric Van Lancker | Steven Rooks     | Martin Earley  |
| 1992 | Federico Echave  | Davide Cassani   | Luc Leblanc    |